# Струбцина

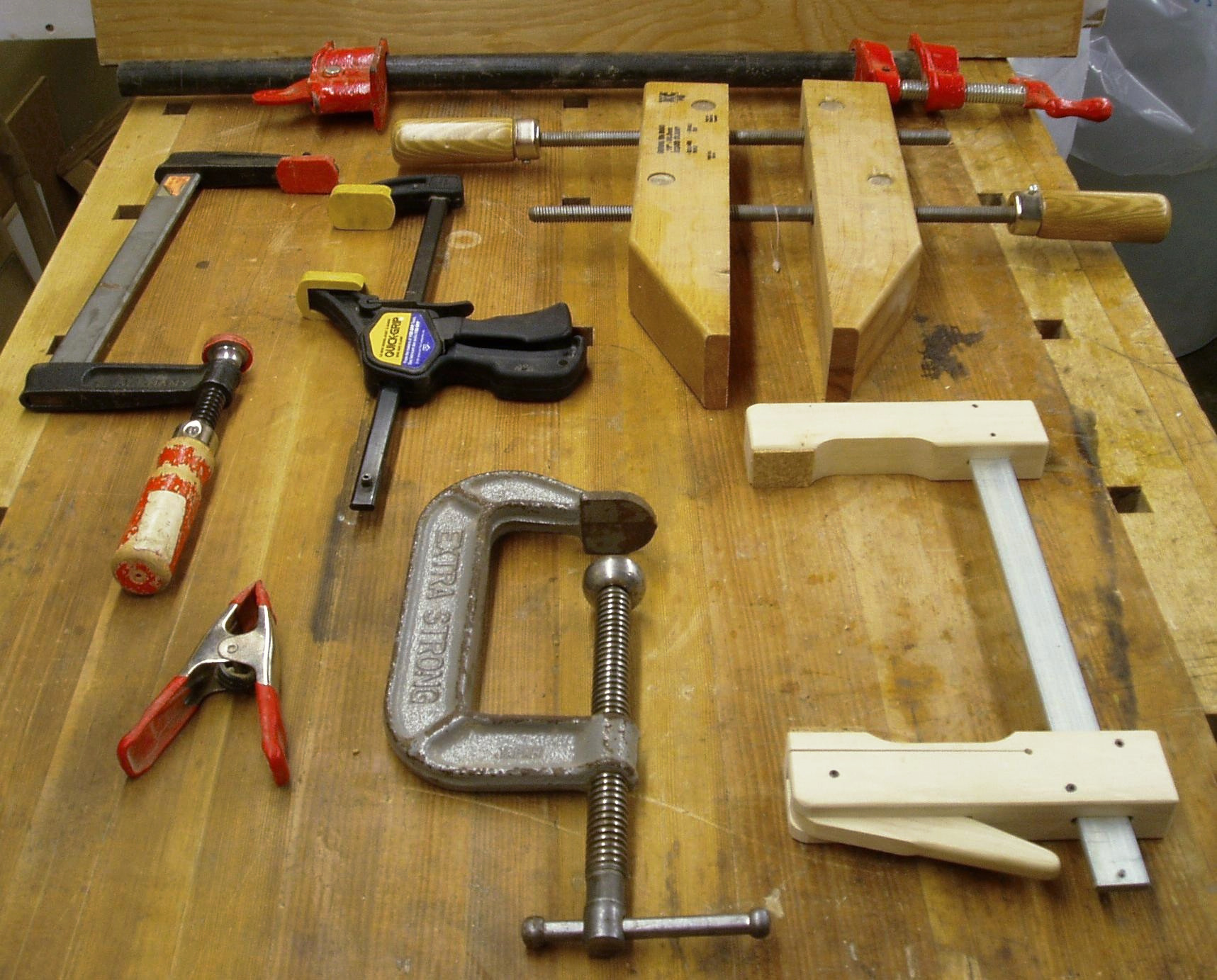
Различные виды струбцин и зажимов

Струбци́на (нем. Schraubzwinge от Schraube — винт и Zwinge — зажимать, также имеется название зажим — англ. clamp) — один из видов вспомогательных инструментов, используемый для фиксации каких-либо деталей в момент обработки либо для плотного прижатия их друг к другу, например, при обработке напильником, либо сверлении, либо склеивании. Струбцины обычно изготавливаются из металла либо древесины. Могут быть C-, F- и G- образной формы.
Иногда, не совсем точно, струбциной называют элемент стационарного крепления какого-либо приспособления, устройства или станка к приподнятой горизонтальной поверхности стола. Например, тисков, мясорубки, настольной лампы и других. Зажимом также, кроме инструмента, называют процесс, проделываемый им.

## Конструкция

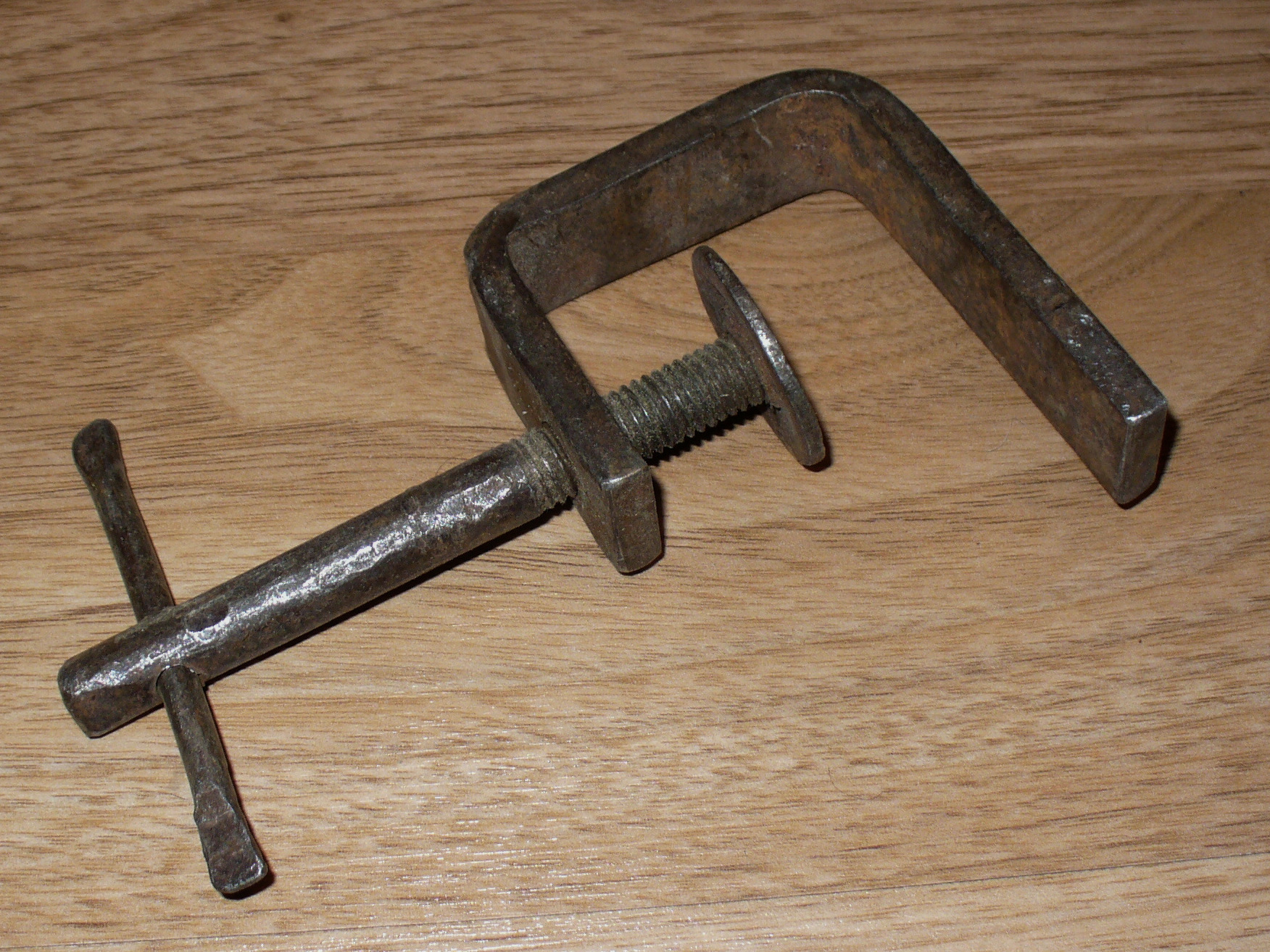
Металлическая струбцина

Струбцины и зажимы обычно состоят из двух частей — основной рамы и подвижного элемента с зажимом, перемещение которого позволяет менять расстояние между губками инструмента. На подвижной части также располагается зажимное устройство — винт или рычаг, используемый для фиксации подвижной части, а также регулирования силы сжатия.
Также есть разновидность струбцин, так называемых рычажных, в основе которых используется система осей и рычагов. Другое название такой струбцины — прижим, зажим, быстрозажимное устройство, устройство быстрой фиксации (англ. toggle clamp). При достаточно малом усилии создаётся относительно большая сила зажима. Для быстрого фиксирования детали необходимо одним движением руки переместить рукоять зажима.
Подвид таких зажимов с мелкими зубцами, используемых для временного соединения и фиксации электропроводов, щупов и т. п., имеет распространённое сленговое название − крокодилы.
Обычно для установки струбцины необходимо использовать обе руки, однако есть модификации (например, левая нижняя на правой картинке), позволяющие обходиться только одной.

## Виды струбцин
Струбцины бывают разных видов, в зависимости от их конструкции и назначения. Основные типы: F-образные, угловые, трубные, ленточные, пружинные, быстрозажимные (автоматические), торцевые, а также G-образные и магнитные. Каждый вид предназначен для определенных задач и материалов, обеспечивая надежную фиксацию при различных видах работ.
- F-образные струбцины:

Наиболее распространенный тип, состоящий из направляющей шины и подвижных губок. Удобны для широкого спектра работ, включая столярные и слесарные.
- Угловые струбцины:

Предназначены для фиксации деталей под прямым углом, часто используются при сборке мебели и оконных переплетов.
- Трубные струбцины:

Используются для соединения деталей с помощью трубы, обеспечивая надежную фиксацию больших деталей и щитов.
- Ленточные струбцины:

Обеспечивают обхват и фиксацию деталей округлой формы, а также угловых и усовых соединений.
- Пружинные струбцины:

Подходят для быстрой фиксации небольших деталей, часто используются в моделеровании и радиоэлектронике.
- Быстрозажимные (автоматические) струбцины:

Оснащены механизмом быстрой фиксации, удобны для профессионального использования.
- Торцевые струбцины:

Применяются для работы с торцами и кромками деталей.
- G-образные струбцины:

По форме напоминают букву "G", используются для соединения металлических деталей.
- Магнитные струбцины:

Обеспечивают быструю фиксацию деталей, особенно полезны при сварочных работах.